# Edward Stuart McDougall
Pour les articles homonymes, voir McDougall.
Edward Stuart McDougall, né le 25 septembre 1886 à Montréal et mort le 19 juin 1957, est un juriste québécois. Il est pendant un très court laps de temps trésorier provincial (ministre des Finances) dans le premier gouvernement d'Adélard Godbout.

## Biographie
Fils de James McDougall et de Lena Lusher, Edward Stuart McDougall est né à Montréal le 25 septembre 1886. Il étudie d'abord au Montreal High School puis fait son droit à l'université McGill. Entré au Barreau du Québec en 1913, il commence sa carrière, en juillet de la même année, dans les bureaux de Brown, Montgomery et McMichael.
Dès le début de la Première Guerre mondiale, en 1914, il s'enrôle volontairement et est nommé capitaine d'infanterie dans le régiment Princess Patricia. Il est envoyé au front en 1915 et est blessé en 1917. Il revient à Montréal la même année avec le grade de major. Il est également récompensé de plusieurs médailles.
Après la guerre, il fonde avec deux autres associés le bureau d'avocats Wainwright, Elder and McDougall et s'établit à Westmount avec sa famille. Il est créé conseil en loi du roi le 3 octobre 1926. Il dirige également quelques entreprises dont deux compagnies de taxi. 
En juin 1936, Adélard Godbout succède à Louis-Alexandre Taschereau comme premier ministre du Québec. Voulant se démarquer de l'ancien gouvernement, entaché par les scandales, il cherche de nouvelles figures pour former son cabinet. C'est ainsi que McDougall est approché, ce qui donnerait à son gouvernement la caution des hommes d'affaires anglophones. McDougall accepte et Godbout le nomme trésorier provincial, succédant ainsi à Ralph Frederick Stockwell, qui ne se représente pas. Il est assermenté le 27 juin 1936 et entre aussitôt en campagne électorale, se présentant dans le comté de Montréal-Saint-Laurent contre l'unioniste Thomas Joseph Coonan. Le 17 août 1936, il est cependant battu par un peu moins de 200 votes.
McDougall reprend sa carrière d'avocat et ne retournera pas en politique. En 1942, il est nommé juge à la Cour du banc du roi (ancien nom de la Cour d'appel du Québec). En 1943, Godbout, qui ne l'a pas oublié, le nomme à la tête de la commission d'enquête sur les relations de travail aux usines Price du Saguenay. Ses conclusions favorisent les employés des usines. 
En 1946, McDougall représente le Canada au tribunal international devant juger les criminels de guerre au Japon. Il meurt à Montréal en 1957 à l'âge de 60 ou 61 ans. Il était de religion anglicane.